# 汉城条约
漢城条約（日语：漢城条約，：／）是甲申政變後，日本和朝鮮國在1885年1月9日（農曆十一月二十四日）於朝鮮首都漢城（今南韓首爾特別市）締結的媾和條約。日方代表為全權大使井上馨，朝方代表為全權大臣金弘集。與甲申政變相關的條約，尚有清、日間的清日天津條約。

## 談判過程

### 背景

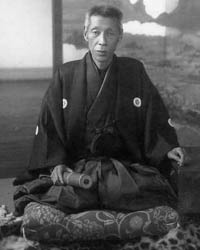
竹添進一郎

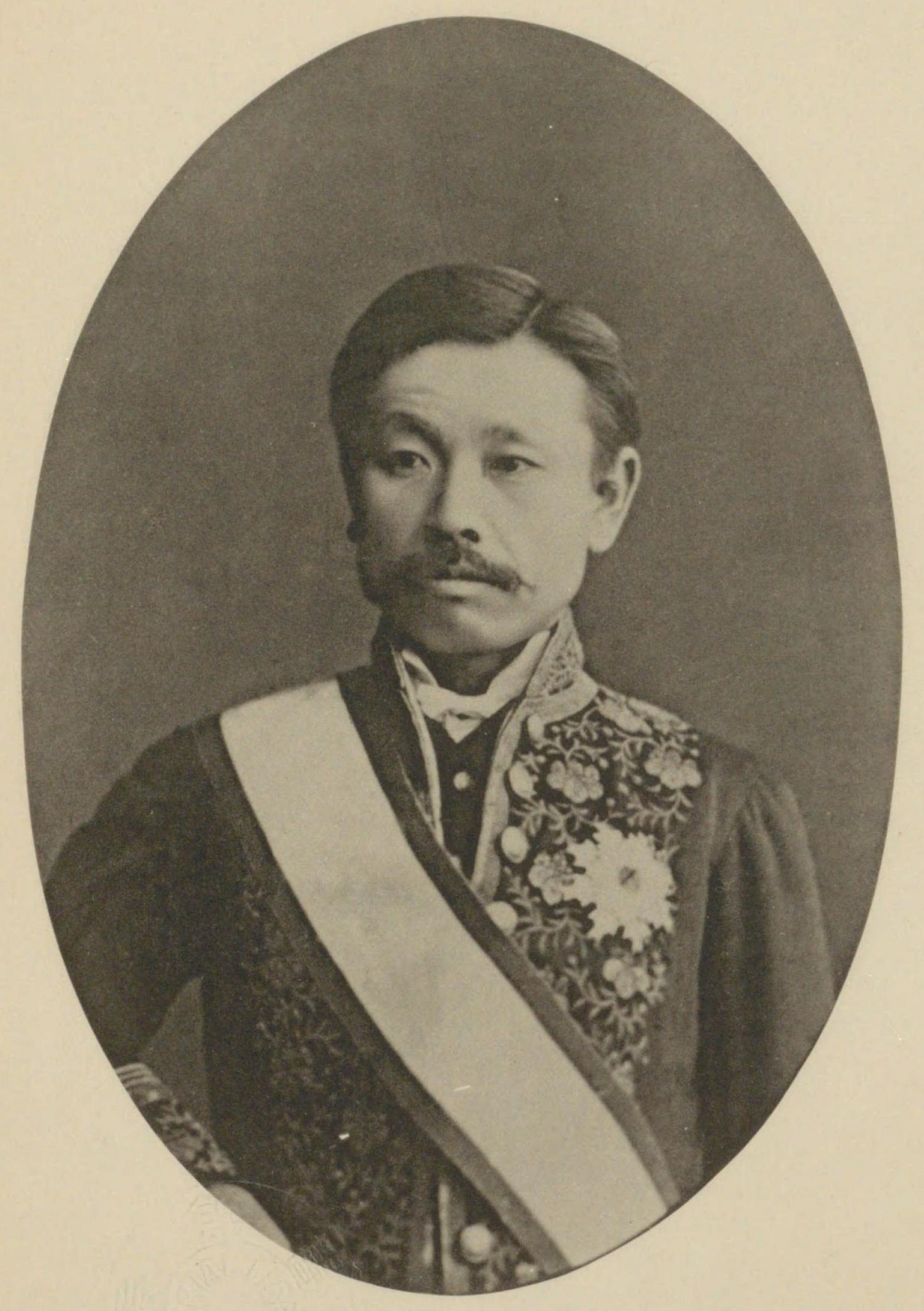
井上馨

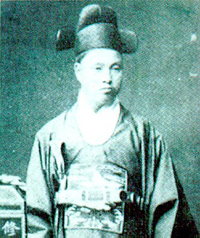
金弘集

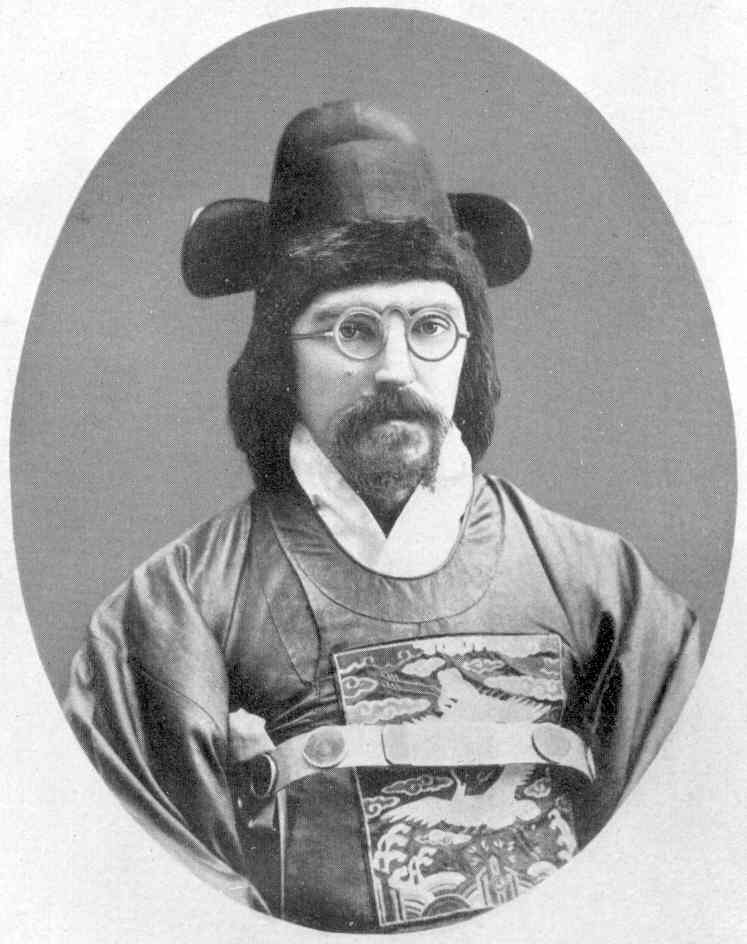
穆麟德

甲申政變失敗後，時任日本駐漢城公使竹添進一郎率眾撤退到仁川的日本租界，途中被朝鮮民眾攻擊（竹添認為有清軍在內）。:131竹添於是向朝鮮政府抗議「漢城日僑遭到朝鮮民眾和清軍暴虐對待」，並通知駐朝清軍、朝鮮政府「朝鮮人、清國人攻擊撤退到仁川的公使一行人」。
朝鮮政府認為日本公使館積極協助金玉均發動政變，和六位守舊派大臣遭殺一事關係密切，且指責竹添當時未通知朝鮮政府，即率兵進入王宮。竹添則出示高宗親筆書寫、蓋有玉璽的詔書，上書「日使來衛」四字，認為日軍進宮是受國王之邀，保護其安全，為正當行為。雙方認知大相逕庭。
朝鮮認為日本出示的詔書是金玉均等人偽作，但承認璽印的真實性。沒有知會朝鮮政府、獲得允許便進入王宮一事，後來也不再追究。雙方各自主張其正當性、互不讓步，後來由日本派至朝鮮的全權大使、外務卿井上馨解決僵持。
日本國內，由於竹添和日軍涉入政變之事被隱瞞，傳播媒體大幅報導清軍襲擊、日僑遇害消息，輿論多主張對朝、清開戰。自由黨機關報《自由新聞》社論認為不能容許清國「焚毀代表我日本帝國的公使館，並虐殺我在朝僑胞」，主張應該武力「蹂躪」中國全境。福泽谕吉《時事新報 (日本)》主張「向北京進軍」。片岡健吉在自由黨中央所在地高知县組織志願軍團，日本各地陸續出現抗議或追悼集會，日本陸軍主力和薩摩閥一派亦在準備動員。

### 談判
當時日本政府內部一致認為，以當時日本的軍事力量和經濟實力，和清國全面對決万无胜算，应尽量避免。1884年底，日本全權大使、外務卿井上馨帶領三艘軍艦和兩個大隊的陸軍抵達漢城。井上否認日本官方涉及甲申政變，迅速修復日朝關係，並擱置雙方認知不同處的爭議，僅就「在韓日僑遇害」及「日本使館被燒毀」兩事談判。
日方代表除井上馨外，尚有其隨員、参事院議官井上毅，朝方代表則是全權大臣、左議政金弘集、督辦交涉通商事務趙秉鎬和協辦穆麟德。身為朝鮮宗主國的清國則以調查、處理藩屬朝鮮內亂名義，派遣北洋副大臣吳大澂到漢城。吳大澂於1月1日率領40名隨員、250名護衛兵抵達漢城。吳大澂以政變亦涉及中日兵營糾紛為由，試圖干涉日朝談判，但井上馨拒絕其干預，並以吳大澂無全權代表資格，拒絕即刻交涉兵營糾紛。吳大澂最後留下書函，以宗主國大臣身分，斥責金弘集忽略政變責任歸屬議題而與井上談判，是避重就輕的行為。井上馨對此極為不滿。:138
金弘集最終同意了井上馨提出的方案，不過將重建公使館的賠償額由四萬元減至兩萬元。議定後，金弘集要求井上馨引渡逃亡至日本的政變領導金玉均等人，井上以日朝之間無引渡條約為由敷衍，當下並未首肯。:138-139雙方於1885年（明治十八年）1月9日在議政府簽字，締結《漢城條約》。條約言明朝鮮國須向日本謝罪，賠償日本死傷者，並負擔日本公使館的重建費用。

## 內容

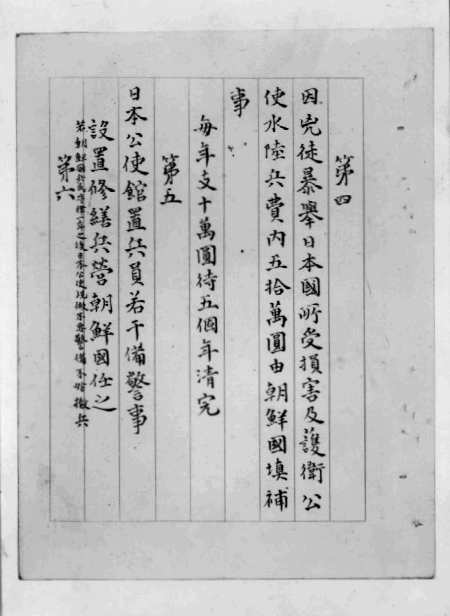
《济物浦条约》部分掃描件（第四、第五條）

《漢城條約》議定朝鮮國應該以國書向日本謝罪。支付11萬圓恤給遇害日僑遺族，並賠償日商貨物受損、被劫者，由於日本認為甲申事變中受害者較壬午軍亂時為多，故賠償金額比起《濟物浦條約》有所提高。日方原本亦要求朝鮮提供重建公使館、領事館的土地、房屋和四萬圓經費，後來應朝方要求，降至兩萬圓。同時，日本要求朝鮮將殺害磯林大尉的「兇徒」「從重正刑」，在條約「另單」中附帶要求，仿照《濟物浦條約》規定，應於20日內懲辦。條約最後也再次確定《济物浦条约》第五款所議定，日本駐漢城的軍隊兵營，設置於公館附地，且由朝鮮負責設置、修繕。
朝鮮後來命禮曹參判徐相雨為欽差大臣、德籍外務顧問穆麟德為副欽差大臣，赴日謝罪。